# صموئيل شابوزيو
صموئيل شابوزيو (بالفرنسية: Samuel Chappuzeau)‏ (1625-1701) عالم ومؤلف وشاعر وكاتب مسرحي فرنسي ولد سنة 1625م وتوفي في سنة 1701م، يعتبر من أهم كتاب النصوص المسرحية الساخرة. كما له أعمال أخرى مثل المعاجم، والكتب الجغرافية.